# Origin (banda)
Origin es una banda estadounidense de death metal técnico de Topeka, Kansas, fundada en 1990 bajo los nombres de Necrotomy y Thee Abomination han sido reconocidos por críticos musicales y fanáticos del metal por combinar un sonido áspero con un alto nivel de habilidad técnica y virtuosismo.
La música de Origin se caracteriza por el uso de varias técnicas de ejecución específicas: blast beats en la batería, múltiples guturales,arpegios y solos tanto de guitarras como de bajo. Sus canciones a menudo poseen tempos desiguales y cambiantes. 2008 vio el avance de la banda en los Estados Unidos con el lanzamiento de su cuarto álbum de estudio, Antithesis, que fue visto como un éxito.

## Biografía

### Principios
En el año 1990, Paul Ryan y Jeremy Turner, se unieron para formar un grupo de death metal con el objetivo de hacer que la música fuera tan técnicamente competente como ellos querían que fuera. Pasaron por algunos nombres en este momento, el primero fue Necrotomy, bajo el cual pasaron de 1990 a 1993, luego fueron Thee Abomination. Sin embargo, estas bandas no capturaron el sonido exacto que buscaban. Años después, una nueva banda tomó forma en 1997 en el lapso de medio año. El bajista Clint Appelhanz y el vocalista Mark Manning se unieron en octubre de 1997, y el baterista George Fluke se unió en enero de 1998. Luego, los miembros de la banda decidieron hacer una gira bajo el nombre de Origin.  En 1998, Origin abrió para Suffocation. Ese verano, Origin grabó una demostración de cuatro canciones, autofinanciada y autodistribuida, A Coming Into Existence. En octubre, la banda aseguró un espacio de apertura en el Death Across America Tour, que también contó con Nile, Cryptopsy, Oppressor y Gorguts. 
En 1999, George Fluke fue reemplazado por John Longstreth y Doug Williams reemplazó a Clint Appelhanz. Con la nueva formación, Origin aseguró un espectáculo con Napalm Death el 14 de abril. Siguieron varios otros espectáculos regionales, incluido un lugar en el November to Dismember Metalfest en Texas. El 16 de diciembre, Origin firmó con Relapse Records.

### Álbum debut
En el 2000, Origin lanzó su primer álbum de estudio, Origin tocó en March Metal Meltdown en Nueva Jersey y fue invitado a participar en Contaminated 2000. Compartieron escenario con Exhumed y Cephalic Carnage, y participaron en otro en California, entre noviembre y diciembre. Origin unió fuerzas con Vader de Polonia, junto con sus compañeros de sello Cephalic Carnage y Dying Fetus, para la gira de alto perfil Death Across America 2000. Poco después, Origin se embarcó en otra gira, esta vez junto a Candiria, Cryptopsy y Poison the Well. Hicieron otra aparición en Milwaukee Metalfest en 2001 y participaron en Summer Slaughter ese año (la primera versión de "Summer Slaughter Tour" bajo una agencia de contratación diferente, Digger). Origin luego aseguró una gira principal antes de comenzar a trabajar en otro álbum. El resultado, Informis Infinitas Inhumanitas, presentó a dos nuevos miembros, James Lee en la voz y Mike Flores en el bajo. 

### Informis Infinitas Inhumanitas
El segundo álbum de la banda, Informis Infinitas Inhumanitas, fue producido por la banda con Colin E. Davis como coproductor en Studio One en Racine, Wisconsin. Inmediatamente después de su lanzamiento, Origin salió de gira de metal con Nile, Arch Enemy y Hate Eternal. Después de la gira, Jeremy Turner renunció a la banda y Clint Appelhanz (esta vez tocando la guitarra en lugar del bajo) regresó. Origin realizó una gira con Immolation, Vader y The Berzerker, seguida de otra gira con All That Remains, Scar Culture y Crematorium. Surgieron problemas imprevistos y Origin tuvo que cancelar la gira con Nuclear Assault en enero de 2003. Poco después, John Longstreth renunció a la banda; James King fue elegido para ocupar el puesto. 
La banda tocó su primer show con la nueva formación en septiembre de 2003 en Topeka, Kansas. En el concierto grabaron un videoclip de la canción "Portal", de Informis Infinitas Inhumanitas . Después la banda realizó una gira por la costa oeste como cabeza de cartel en enero de 2004 con Uphill Battle. En el verano, Origin realizó una gira por el Medio Oeste, tocando en el Milwaukee Metalfest 2004 y The Texas Death and Grindfest con sus compañeros de sello Soilent Green y Kill the Client. 

### Ecos de destrucción
En 2005, Origin lanzó Echoes of Decimation, su tercer álbum de estudio. La reacción de los fanáticos fue mixta. Una reseña de Echoes en el periódico estudiantil de Metropolitan Community College-Longview en Kansas City lo calificó de monótono, pero no obstante impresionante debido a la destreza instrumental de los miembros de la banda.
Siguieron numerosas giras por los Estados Unidos, incluidas actuaciones como cabezas de cartel en el New England Metal and Hardcore Festival y el Ohio Deathfest. Luego, la banda unió fuerzas con Malevolent Creation y Animosity para una gira de verano por América del Norte que se agotó en muchos lugares. La gira de Origin duró 52 días y solo tres shows tuvieron que cancelarse.
En 2006, James King y Clint Appelhanz dejaron Origin y se unieron al grupo de death metal/grindcore Unmerciful, junto con Jeremy Turner y Tony Reust. En abril, John Longstreth regresó a Origin y en mayo, la banda tocó en su primer show europeo. También se embarcaron en otra gira de verano como cabezas de cartel por Norteamérica, con Paul Ryan interpretando todas las partes de guitarra.

### Antítesis
En 2007, Origin tocó en Europa con sus compañeros de sello Misery Index y Necrophagist, así como también con sus compañeros locales de Topeka , Diskreet. Después del final de esta gira, Jeremy Turner se reincorporó a Origin y la banda comenzó a trabajar en su próximo álbum. Terminaron de grabar en febrero de 2008, y el álbum resultante, Antithesis, fue lanzado el 1 de abril de 2008, y alcanzó su punto máximo en el n.º 21 en la lista Billboard Top Heatseekers. La banda lanzó un video musical para la canción de Antithesis "Finite" el 23 de mayo de 2008. El video comenzó a mostrarse en televisión al día siguiente, estrenándose en Headbangers Ball de MTV2.

### Entidad
La banda grabó su quinto álbum, Entity, como un trío de Paul Ryan, Mike Flores y John Longstreth. Ryan y Flores hicieron las voces cuando el vocalista James Lee fue expulsado de la banda a fines de 2010. Más tarde, Lee se unió a la banda de death metal basada en Minnesota, Face of Oblivion. En 2010, la banda firmó con Nuclear Blast Records, con sede en Alemania, y grabó su debut para el sello en noviembre. Después de lanzar Entity, Origin reclutó a Jason Keyser de Skinless para tareas vocales. La banda se embarcó en una gira con Hate Eternal, Vital Remains y Abysmal Dawn en Norteamérica. Poco después, Origin se fue de gira por Europa con Psycroptic y Leng Tch'e. La banda también encabezó la gira estadounidense "Occupation Domination" junto con Cattle Decapitation, Decrepit Birth, Aborted, Rings of Saturn y Battlecross en 2012.

## Discografía

### Álbumes de estudio
- Origin (2000)
- Informis Infinitas Inhumanas (2002)
- Echoes of Decimation (2005)
- Antithesis (2008)
- Entithy (2011)
- Omnipresent (2014)
- Unparalleled Univers (2017)[14]
- Chaosmos (2022)

### EP
- A Coming into Existence (1998)

### Compilaciones
- Abiogenesis: A Coming into Existence (2019)[15]

## Miembros

### Miembros actuales
- Paul Ryan - guitarras, coros (1997-presente)
- Mike Flores - bajo, coros (2001-presente)
- John Longstreth - batería (1999-2003, 2006-presente)
- Jason Keyser - voz principal (2011-presente)

### Miembros anteriores
- Mark Manning - voz principal (1997-2001)
- Clint Appelhanz - bajo (1997–1999), guitarras (2002–2006)
- Doug Williams - bajo (1999-2001)
- George Fluke - batería (1998-1999)
- James King - batería (2003-2006)
- James Lee - voz principal (2001-2010)
- Mica Meneke - voz principal (2010-2011)
- Jeremy Turner - guitarras, coros (1997–2002, 2007–2010)